# François Joseph Lefebvre
François Joseph Lefebvre (Rouffach (Elzász) 1755. október 25. – Párizs 1820. szeptember 14.) francia katonatiszt, tábornok, a napóleoni háborúk hadvezére, 1804-től Franciaország marsallja, 1807-től Danzig hercege.

## Élete és pályafutása
Szüleivel Rouffachban (Haut-Rhin, Franciaország) lakott, az apja, aki a városkapu őreként szolgált, amikor nyolcéves lett, apja meghalt. Pap nagybátyja, Guémar lelkésze vette pártfogásába, és egyházi iskolába küldte, de ellenállhatatlan vágyat érzett a katonai karrier iránt. Elzászi származásúként, 18 évesen belépett a francia Gárdába 1773. szeptember 10-én. Innen 1792-ben mint századost a rendes hadseregbe helyezték át. Ettől fogva gyorsan emelkedett a ranglétrán, 1793 decemberében dandárparancsnok, egy hónappal később már hadtestparancsnok lett. 1783-ban kötött házasságot egy mosónővel, Catherine Hubscherrel, akit az utókor Madame Sans-Gêne-nek (Szókimondó asszonyságnak) nevezett el. Tizennégy gyermekük született – amelyből 13 nem érte meg a felnőttkort. A jakobinus diktatúra idején a francia-német határvidéken, a Wasgauban szolgált, majd a Sambre-i és Meuse-i Hadsereget parancsnokolta.
1796-ban a Rajnai és Moseli hadosztályok élén sokáig feltartotta az osztrák fősereget és Altenkirchen mellett is győzelmet aratott. Az 1799-es hadjáratban Jourdan alatt egy 8000 emberből álló hadosztállyal a stokachi csatában győzelmet aratott a Károly főherceg parancsnoksága alatt álló 30 000 fős osztrák sereg felett.
Súlyosan megsebesülve kénytelen volt Párizsba visszatérni, de amint egészsége helyreállt, visszatért a szolgálatba. A direktóriumi testőrség főparancsnoka lett, és nagy szerepet vitt a Brumaire 18–19-i államcsínyben. Mindvégig őszinte híve maradt Bonaparte Napóleon tábornoknak, aki őt a XVI. hadosztály parancsnokává, s 1800-ban szenátusi praetorrá nevezte ki. Ezt a méltóságot Lefebvre egészen a Bourbon-ház restaurációjáig viselte.
1804. május 19-én Bonaparte első konzul birodalmi marsallá (maréchal de l’Empire) nevezte ki. 1806-ban Jéna mellett a császári testőrgyalogságot vezényelte, és lényegesen hozzájárult a nap sikeréhez. Az Eylau melletti ütközet után Napóleon Danzig ostromával bízta meg. 1807. május 27-én Lefebvre megadásra kényszerítette a várost, a császár ezért a Danzig hercege címet adományozta.
A félszigeti háború új babérokat hozott Lefebvre-nek. Mint az V. hadtest parancsnoka 1808. október 31-én fényes győzelmet aratott Durango mellett, elfoglalta Bilbao városát s a guenesi magaslatokon megverte a Joaquín Blake tábornok által vezetett angolokat. A november 11-12-én Espinosa de los Monteros mellett szintén győzelmet aratott, ezután december 3-án Segoviába nyomult.
1809-ben Tirolban a bajor–francia csapatok fővezére, ekkor leverte a tiroliak felkelését. Később részt vett az Eggmühl és Wagram melletti ütközetekben; az 1812-es oroszországi hadjárat alkalmával pedig a francia testőrséget vezényelte. A császár első lemondása után Lefebvre meghódolt a Bourbonoknak és 1814. június 4-én Franciaország pair-jévé emelték. De miután Lefebvre a száz nap alatt ismét a visszatérő Napóleon császár mellé állt, a második restauráció alkalmával minden méltóságától megfosztották.
1816-ban azonban XVIII. Lajos király visszaadta Lefebvre-nek a marsalli címet, sőt 1819. március 5-én még pair-i méltóságába is visszahelyezte. Lefebvre felesége, akivel még mosónő korában ismerkedtek össze, eredeti személyiség volt: az etikettet nemigen tartotta be, de egyenes lelkű nő volt, aki még a császárnak is szemébe mondta a kendőzetlen igazságot (gátlástalan nyíltsága miatt kapta meg később a fent említett gúnynevét).

## Szépirodalom, játékfilm
Lefebvre őrmester, majd tábornagy és a mosónőből hercegnévé emelkedő feleség történetét számos módon feldolgozták. Két példa:  
- Szókimondó asszonyság (Madame Sans-gêne), olasz filmvígjáték (1961), rendezte Christian-Jaque. Lefebvre tábornokot Robert Hossein, feleségét, Catherine-t Sophia Loren, Napóleont Julien Bertheau alakította.[1]
- Szókimondó asszonyság (Madame Sans-Gêne), francia játékfilm (2002), rendezte Philippe de Broca. Lefebvre tábornokot Bruno Slagmulder, feleségét Mathilde Seigner, Napóleont Bruno Solo alakította.[2]